# Powszechna Kasa Oszczędności Bank Polski
Powszechna Kasa Oszczędności Bank Polski Spółka Akcyjna eller PKO Bank Polski S.A. er en polsk bank, der er Polen's største bank. Den blev etableret i 1919 i Warszawa.
De har i alt 1.145 filialer i Polen.